# Ormocarpum sennoides
Ormocarpum sennoides är en ärtväxtart som först beskrevs av Carl Ludwig von Willdenow, och fick sitt nu gällande namn av Dc. Ormocarpum sennoides ingår i släktet Ormocarpum och familjen ärtväxter.

## Underarter
Arten delas in i följande underarter:
- O. s. hispidum
- O. s. sennoides
- O. s. zanzibaricum